# Sagrada Familia (Chile)
Sagrada Familia es una comuna de la provincia de Curicó, que se encuentra ubicada en la Región del Maule en la zona central de Chile.
Limita al norte con las comunas de Hualañé, Rauco y Curicó, todas de la provincia de Curicó, al sur con las comunas de Pencahue y San Rafael, ambas en la provincia de Talca, al oeste con la comuna de Curepto, de la provincia de Talca, y al este con la comuna de Molina. 
El distrito electoral correspondiente es el n.° 18, que pertenece a la 9.ª circunscripción senatorial (Región del Maule).

## Historia

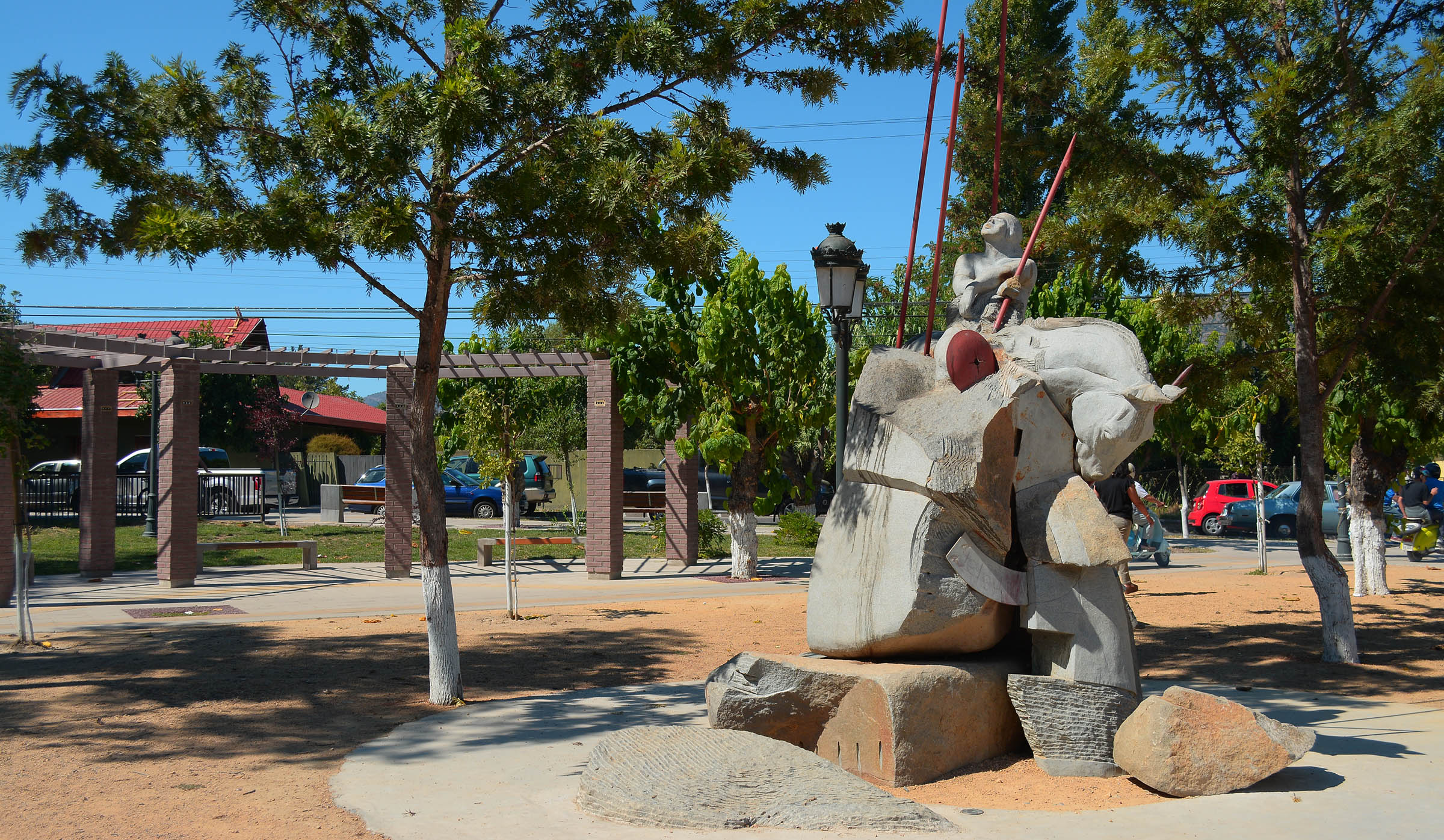
Plaza de Sagrada Familia

Los territorios que conforman la actual comuna fueron escenarios de la batalla de Peteroa, en 1556, entre las fuerzas españolas de Pedro de Villagra y las mapuches al mando de Lautaro.
En 1891, con el Decreto de Creación de Municipalidades, se crea la comuna de Valdivia de Lontué a partir de las subdelegaciones 3.ª Lontué y 4.ª Peteroa del Departamento de Lontué de la Provincia de Talca. Su cabecera estuvo originalmente en el pueblo de Lo Valdivia, celebrándose la primera sesión municipal en la escuela de esa localidad en 1894.
El 3 de marzo de 1904, el municipio de Valdivia de Lontué aprobó en una sesión extraordinaria, la creación de un nuevo pueblo en la comuna, el cual sería denominado "Puyo" o "La Santa Familia". 
En 1930, tras diversas gestiones, se decide el traslado de la sede municipal a este nuevo pueblo, que ya era denominado como Sagrada Familia. Finalmente, en 1965, la ley 16.335 determina el cambio definitivo de nombre de la comuna por el actual.
En 1974, esta comuna y su vecina de Molina pasaron a formar parte de la provincia de Curicó.
El pueblo de Sagrada Familia resultó severamente afectado con el Terremoto de Chile de 2010, y su iglesia se destruyó completamente y se ha empezado a reunir dinero para reconstruirla, aunque no con el diseño original. Dentro de la comuna murieron 12 personas producto del sismo y la mayoría de las casas de adobe resultaron dañadas o derrumbadas como es el caso del pueblo de Villa Prat, en que un 90% de las casas resultaron dañadas.

## Medio ambiente

### Geomorfología y componentes abióticos

Trazado simplificado de los ecosistemas y cuerpos de agua presentes en la comuna de Sagrada Familia.

La comuna de Sagrada Familia se encuentra emplazada en las unidades geomorfológicas de Cordillera de la costa y Llano central fluvio-glacio-volcanico; y presenta según la clasificación climática de Köppen clima mediterráneo de lluvia invernal (Csb). Esta además se halla entre las cuencas hidrográficas de río Mataquito y río Maule. Además, la comuna posee diversos cuerpos de agua, entre los que se destacan la laguna La Aguada, laguna La Campana y laguna Las Lomas.

### Componentes bióticos
Dentro del territorio de la comuna se pueden hallar los siguientes ecosistemas:
- Bosque esclerófilo mediterráneo interior donde predominan Lithrea caustica y Peumus boldus (En peligro)
- Bosque espinoso mediterráneo interior donde predominan Acacia caven y Lithrea caustica (En peligro)

### Medidas de protección ambiental y conflictos socioambientales
Hasta 2022, la comuna de Sagrada Familia cuenta con las siguientes zonas que poseen algún nivel de protección ambiental:
- Huaquén (Sitios ERB)[13]
- Matorral Esclerófilo de Villa Prat (Sitios ERB)[14]

## Demografía
La comuna de Sagrada Familia abarca una superficie de 548,8 km² y una población de 17 519 habitantes (INE 2002), correspondientes a un 1,75 % de la población total de la región y una densidad de 31,92 hab/km². Del total de la población, 8411 son mujeres (48,01 %) y 9108 son hombres (51,99 %). Un 71% (12439 háb.) corresponde a población rural, y un 29% (5080 hábs.) corresponde a población urbana.
Entre 1992 y 2002, la población de la comuna aumentó en un 3,7%.
En el pueblo de Sagrada Familia, que tiene una extensión de 1,13 km² y es la capital comunal, vivían en 2002, 2.910 personas, de las cuales, 1.457 eran hombres y, 1.453 eran mujeres, y habían 829 viviendas.

### Localidades
También en el territorio comunal se encuentra el pueblo de Villa Prat, que con una extensión de 4,50 km², en 2002 albergaba a una población de, 2170 habitantes, de los cuales, 1136 eran hombres y, 1034 eran mujeres, y habían 710 viviendas; este es el único pueblo de Chile que tiene el nombre del prócer de la Guerra del Pacífico, Arturo Prat, quien murió en el Combate Naval de Iquique.
Además en la comuna se encuentra el pueblo de Rincón de Mellado, sector ubicado a 15 km al oeste de Sagrada Familia donde se origina una de las mejores chichas del país; por esto cada mes de abril se celebra la Fiesta de la Chicha de Rincón de Mellado.
Se encuentra también en la comuna el sector de Peteroa, en la ruta entre Sagrada Familia y Villa Prat, donde se pueden visitar viñas que pertenecen a la afamada Ruta del Vino.

## Administración

### Municipalidad
La Municipalidad de Sagrada Familia para el periodo 2021-2024 es dirigida por el alcalde Osvaldo Jorquera Padilla (UDI - Chile Vamos) y el concejo municipal conformado por los concejales:
- Sin nombramiento (Sin Partido)
- Alen Bastían Quiroga Barrera (IND - Chile Vamos UDI - IND)
- Cristian Mauricio Retamal Avilés (Federación Regionalista Verde Social)
- Germán Rafael Reyes Campos (IND - Chile Vamos Evópoli - IND)
- Marcelo Cristian Ahumada Farías (IND - Chile Vamos UDI - IND)
- Luis González Briso (IND - Radicales e IND)

### Representación parlamentaria
Sagrada Familia forma parte de la circunscripción senatorial IX y del distrito electoral 17. Es representada en la Cámara de Diputados del Congreso Nacional por los siguientes diputados:
- Jorge Guzmán Zepeda (Evolución Política)
- Felipe Donoso Castro (Unión Demócrata Independiente)
- Hugo Rey Martínez (Renovación Nacional)
- Alexis Sepúlveda Soto (Partido Radical de Chile)
- Benjamín Moreno Bascur (Partido Republicano De Chile)
- Mercedes Bulnes Núñez (IND - RD)
- Francisco Pulgar Castillo (IND - Centro Unido)

En el Senado, la representan:
- Paulina Vodanovic Rojas (PS)
- Juan Antonio Coloma Correa (UDI)
- Juan Castro Prieto (IND - RN)
- Ximena Rincón González (PDC)
- Rodrigo Galilea Vial (RN)

## Economía
En 2018, la cantidad de empresas registradas en Sagrada Familia fue de 397. El Índice de Complejidad Económica (ECI) en el mismo año fue de -0,61, mientras que las actividades económicas con mayor índice de Ventaja Comparativa Revelada (RCA) fueron Cultivo y Producción de Lupino (68,01), Cultivo de Uva Destinada a Producción de Vino (27,51) y Cultivo de Trigo (22,86).

## Servicios
Dentro del pueblo de Sagrada Familia se encuentra una sucursal de Banco Estado, un supermercado de la cadena Unimarc, una farmacia local, restaurantes, ferretería y algunos locales más pequeños y las dependencias de la municipalidad de la comuna de Sagrada Familia que cuentan además con un teatro.

## Deportes
El pueblo de Sagrada Familia tiene un complejo deportivo que cuenta con un estadio con capacidad para 800 personas, cuenta con luminarias y pasto natural.
En este estadio para conmemorar el Bicentenario de Chile se jugó un partido amistoso entre la Selección de Fútbol de Sagrada Familia vs. Curicó Unido.[cita requerida]
También se cuenta con un gimnasio, una multicancha al aire libre.
Dentro de la comuna hay diferentes clubes que representan a los pueblos de la comuna, donde destacan Juventud de Sagrada Familia, Independiente de Sanatorio, campeón regional 2018 y Deportivo Los Cachorros, este último también del pueblo de Sagrada Familia y que logró jugar en la Cuarta División de Chile entre 1999 y 2001. El Deportivo Cultural Juventud es el primer equipo de la comuna que fue campeón regional de Fútbol en la década de los 80 , además cuenta con cancha y sede propia.

## Cultura
En el pueblo de Rincón de Mellado se celebra la Fiesta de la Chicha de Rincón de Mellado. en el mes de abril y en esta fiesta se cuenta con más de veinte puesto de comida, juegos típicos, y un show de música folclórica, donde los más destacados artistas nacionales del folclore han visitado esta fiesta para mostrar su música.<ref name="Mellado">
En el año 2004 el pueblo de Sagrada Familia celebró el centenario de la creación del pueblo, donde se llevó a cabo una gran fiesta en la plaza de armas de Sagrada Familia y se editó una revista para conmemorar lo más importante de los cien años del pueblo.